# جاك كورتني
جاك كورتني (بالإنجليزية: Jack Courtney)‏ هو متزلج فني أمريكي، ولد في 10 فبراير 1953.